# Estación Arroyo de la Cruz
Arroyo de la Cruz es una estación ferroviaria ubicada en la localidad homónima, en el Partido de Exaltación de la Cruz, Gran Buenos Aires, Argentina.

## Servicios
Hasta 1977 prestaba servicios de pasajeros pero fue desmantelado ese año, actualmente es sólo de cargas. Sus vías corresponden al Ramal CC del Ferrocarril General Belgrano. Sus vías e instalaciones están concesionadas a la empresa Trenes Argentinos Cargas.
Esta estación será la primera parada para los Ferrocarriles de Carga, ya que se comenzó el nuevo trazado para que la estación cabecera de la Línea Belgrano Norte sea la nueva estación Ruta 6. 
La estación Arroyo de la Cruz será próximamente la nueva parada de los ferrocarriles de carga siendo un lugar técnico para paradas ocasionales, maniobras y otorgantes de boletos de vía. 
Una vez finalizada la obra de extensión de la  Línea Belgrano Norte se procederá a la desocupación de la estación y se realizará una obra de remodelación para uso oficial. 